# Diospyros glandulosa
Diospyros glandulosa là một loài thực vật có hoa trong họ Thị. Loài này được Lace mô tả khoa học đầu tiên năm 1915.